# BASF

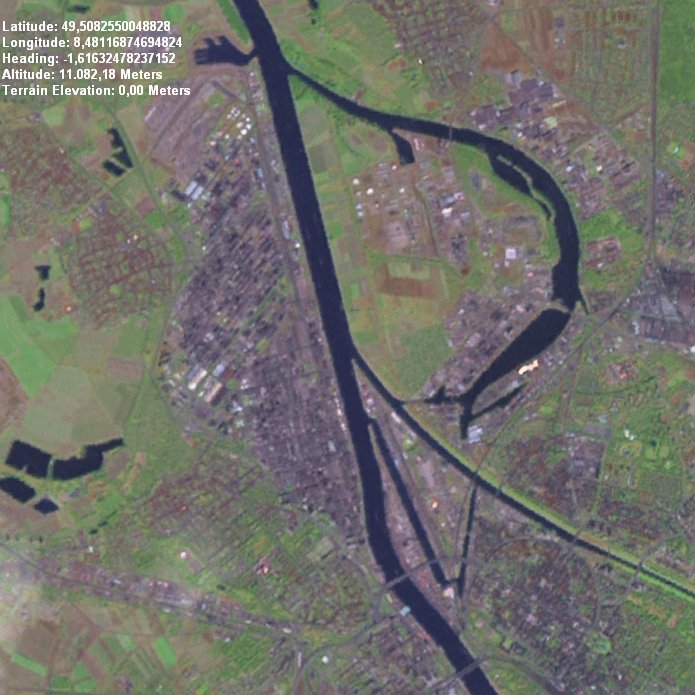
Imatge de la fàbrica BASF presa des d'un satèl·lit

BASF SE (FWB BAS, LSE BFA) (acrònim de Badische Anilin und Soda Fabrik, en català: Fàbrica Badense de bicarbonat de sodi i anilina) és una Societas Europaea i empresa química d'origen alemany. Va ser fundada a mitjan 1865 a la ciutat de Ludwigshafen per Friedrich Engelhorn amb el propòsit de produir tints. És l'empresa química més gran del món superant a Dow Chemical Company i DuPont, així com la primera amb més ingressos per vendes en 2008. La seva fàbrica principal, que encara es localitza a la ciutat d'origen de la companyia (Ludwigshafen), s'ha convertit en el recinte químic integrat més gran del món, amb una superfície de 10 quilòmetres quadrats. El centre de producció disposa de dos mil edificis, 115 quilòmetres de carrers i aproximadament 211 quilòmetres de vies de tren, on treballen més de 33.000 empleats.
Comptant a tot el món, són 109.140 empleats en els 5 continents. En els seus segments de negocis, BASF va anunciar vendes per valor de 63.873 milions d'euros el 2010.
Entre 1925 i 1945 va ser part de IG Farben. Després de la Segona Guerra Mundial, va recuperar la seva independència com a empresa.
L'empresa té una delegació a Tarragona. El maig de 2015 va anunciar que faria una inversió aproximada de 21 milions d'euros en aquesta seu.